# NGC 4319
NGC 4319 es una galaxia espiral que se encuentra a unos 80 millones de años luz de distancia en la constelación de Draco. De magnitud aparente 12,8, fue descubierta por William Herschel en 1797.
Observaciones con el telescopio espacial Hubble muestran los brazos interiores de NGC 4319; para ver los brazos exteriores es necesaria una exposición más larga. Asimismo, se observan franjas de polvo en la región interior.
En la imagen, se observa un objeto arriba a la derecha de NGC 4319. Se trata de Markarian 205 (Mrk 205), una galaxia con una fuerte emisión ultravioleta, clasificada como una galaxia activa con un núcleo brillante o un cuásar de baja luminosidad. Un tenue filamento que parece unir a NGC 4319 y Markarian 205, sugiere que puede existir relación entre ambos. Durante mucho tiempo ha habido dudas acerca de si realmente ambos objetos estaban físicamente relacionados o si simplemente estaban en la misma línea de visión. Los datos de corrimiento al rojo de ambos objetos, significativamente mayor en el caso de Markarian 205, parecen indicar que la distancia de este último es unas 15 veces mayor que la distancia de NGC 4319.